# De Neve de Roden

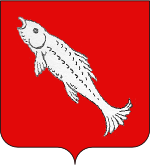
Het wapen van de familie de Neve de Roden

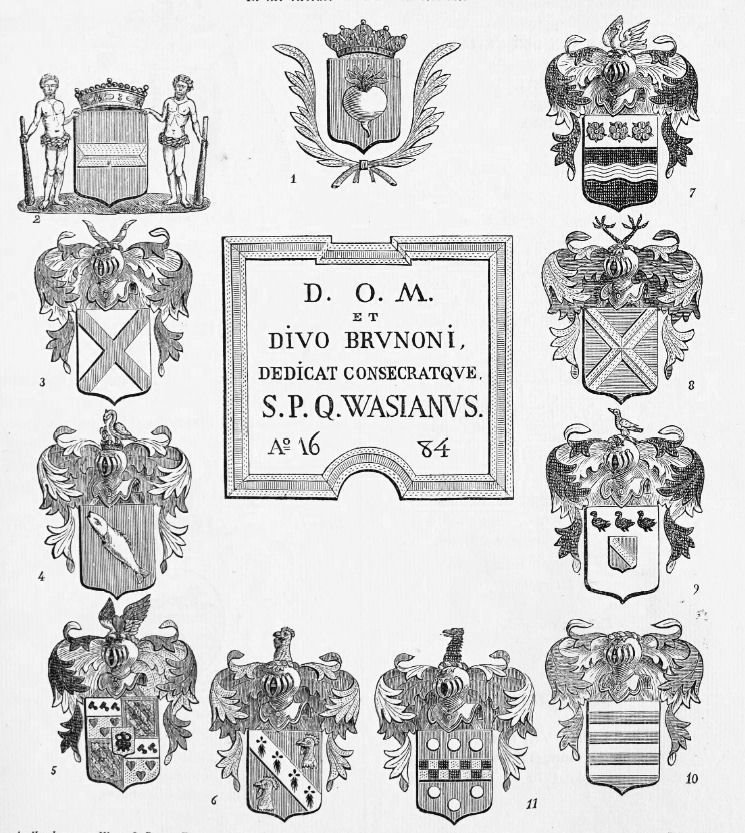
Het wapenschild van de familie de Neve, tussen dat van andere Wase hoogschepenen

De Neve de Roden is een Zuid-Nederlandse adellijke familie.

## Geschiedenis
In 1657 werd door koning Filips IV van Spanje adelsbevestiging verleend, "voor zoveel als nodig", aan de broers Pierre-Ernest en Théodore-Guillaume de Neve. De daarop volgende verleningen van titels gebeurden niet zonder enige problemen.
In 1661 werd aan Pierre de Neve de persoonlijke titel ridder verleend. Dit ging echter niet door, omdat het diploma niet gelicht werd.
Jean-Philippe de Neve, heer van Rode, zoon van Pierre, werd in 1715 door keizer Karel VI ridder gemaakt van het Heilige Roomse Rijk, met adelsbevestiging "voor zoveel nodig", overdraagbaar op alle afstammelingen. Door een decreet in 1734 werd deze verlening herroepen.
In 1716 werd Christian de Neve tot ridder van het Heilige Roomse Rijk verheven. Deze verlening bleef zonder gevolg, want het diploma werd niet gelicht. In 1736 werd hij verheven tot baron, overdraagbaar bij eerstgeboorte. Weliswaar gebeurde dit langs de irreguliere weg van de kanselarij van het Heilige Roomse Rijk en werd niet bevestigd in de Oostenrijkse Nederlanden. Toch werd de beslissing niet, zoals in veel andere gevallen, verbroken om desgevallend via de Oostenrijkse kanalen te worden herbevestigd.
De zoon van Christian, Jean-Philippe de Neve (1707-1773), heer van Roden, Dullaert, Bistelles en Peperstraete, hoogschepen van het Land van Waas, droeg de baronstitel. Hij was getrouwd in 1734 met Marie d'Oosterlinck (1703-1775).
Toen de adel in 1815, ten tijde van het Verenigd Koninkrijk der Nederlanden, werd heropgericht, was de oudste zoon van Jean-Philippe, Jean-Charles de Neve (1739-1805), laatste heer van Roden, al overleden. Het was zijn zoon Philippe die de adellijke status heropnam. De jongere zoon van Jean-Philippe leefde nog en hij kon eveneens de adellijke status opnieuw verwerven.

## Philippe de Neve
- Henri Philippe de Neve' (Brussel, 14 april 1777 - Waasmunster, 21 december 1847), zoon van Jean-Charles de Neve en van Jeanne de Coloma, werd in 1816 erkend in de erfelijke adel met de titel baron overdraagbaar bij eerstgeboorte en de titel ridder voor alle overige afstammelingen. Hij werd ook benoemd in de Ridderschap van Oost-Vlaanderen. Hij trouwde in 1803 met Constance de Bueren (1774-1858).
  - Victor-Philippe de Neve de Roden (1810-1882), trouwde in 1837 in Landegem met Euphrasie van den Hecke (1812-1888), dochter van jhr. Jacques Joseph van den Hecke, burgemeester van Lembeke, gemeenteraadslid van Gent, gedeputeerde van Oost-Vlaanderen en senator. Ze kregen twee zoons en twee dochters.
    - Alfred de Neve de Roden (1818-1909), trouwde in 1865 in Mariakerke met Léonie Kervyn d'Oud Mooreghem (1842-1909). Ze kregen een zoon en vier dochters, maar zonder afstammelingen in mannelijke lijn.
      - Jeanne de Neve de Roden (1868-1928), trouwde in 1897 in Evergem met baron Victor de Crombrugghe de Looringhe (1866-1928), officier, zoon van baron Georges de Crombrugghe de Looringhe, advocaat, provincieraadslid van West-Vlaanderen, schepen van Brugge en senator. Ze kregen vier zoons en twee dochters, met afstammelingen tot heden.
      - Georgine de Neve de Roden (1871-1931), trouwde in 1895 in Evergem met baron Gontran de Crombrugghe de Looringhe (1872-1933), burgemeester van Moerzeke en provincieraadslid van Oost-Vlaanderen, zoon van baron Albert de Crombrugghe de Looringhe, burgemeester van Moere en provincieraadslid van West-Vlaanderen. Ze kregen drie zoons en zeven dochters, met afstammelingen tot heden.

    - Irma de Neve de Roden (1839-1914), trouwde in 1862 in Landegem met Edouard de Croeser de Berges (1839-1862), die op huwelijksreis in Parijs aan een hartstilstand overleed. Ze hertrouwde in 1865 met een neef van hem, baron Paul van Caloen de Basseghem (1843-1920), burgemeester van Moregem, zoon van baron Anselme van Caloen de Basseghem, burgemeester van Varsenare. Ze kregen vier zoons en vier dochters, met afstammelingen tot heden.
    - Emile de Neve de Roden (1840-1915), senator en burgemeester van Waasmunster, trouwde in 1871 in Landegem met gravin Emma de Bueren (1847-1919). Ze kregen vier zoons en een dochter:
      - Roger de Neve de Roden (1872-1919), trouwde in 1907 in Gent met Marthe Morel de Westgaver (1881-1958). Ze kregen twee zoons en twee dochters, met afstammelingen tot heden.
      - Guillaume de Neve de Roden (1876-1909), trouwde in 1904 in Landegem met Olga de Wargny (1875-1951). Ze kregen een zoon en drie dochters, met afstammelingen tot heden.
      - Maximilien de Neve de Roden (1878-1952), trouwde in 1920 in Brussel met Winifred Donny (1893-1941), dochter van Léopold Donny, directeur bij het ministerie van Buitenlandse Zaken en vicevoorzitter van de Belgische vennootschap voor koloniale studies, en kleindochter van Léon Barbanson. Ze kregen drie zoons en twee dochters, met afstammelingen tot heden.
      - Germaine de Neve de Roden (1879-1960), trouwde in 1906 in Waasmunster met Marcel van Maldeghem (1875-1952), luitentant-generaal, zoon van Auguste van Maldeghem, eerste voorzitter van het Hof van Cassatie. Ze kregen vier dochters, met afstammelingen tot heden.
      - Marcel de Neve de Roden (1886-1940), trouwde in 1920 in Gent met Mathilde de Meulenaere (1889-1967), dochter van Armand de Meulenaere, gemeenteraadslid van Gentbrugge, secretaris van de Société royale d'agriculture de Belgique en voorzitter van Avenir horticole. Ze kregen een zoon en twee dochters, met afstammelingen tot heden.

## Philippe Chrétien de Neve
- Philippe François Chrétien de Neve (Waasmunster, 6 juli 1740 - Hamme, 28 mei 1821), zoon van Jean-Philippe de Neve, verkreeg in 1816 erkenning van erfelijke adel, met de titel ridder overdraagbaar op al zijn mannelijke afstammelingen, en met benoeming in de Ridderschap van Oost-Vlaanderen. Hij trouwde in 1780 met Colette Borluut (1760-1816). Ze hadden twaalf kinderen, maar de vier zoons bleven vrijgezel en in de volgende generatie doofde deze familietak uit. Twee van hun zoons, Philippe de Neve de Roden (1784-1831) en Charles de Neve de Roden (1798-1855), werden einde juli 1830 nog door koning Willem I der Nederlanden in de adel erkend. Dit lijkt een overbodige benoeming te zijn geweest, aangezien ze uit hoofde van de erkenning van erfelijke adel van hun vader al tot de adel behoorden.